# Windows 11, phiên bản 24H2
Bản cập nhật Windows 11 năm 2024 (còn được gọi là phiên bản 24H2), là bản cập nhật lớn thứ ba của Windows 11. Phiên bản này có số bản dựng 10.0.26100.

## Tổng quan
Bản xem trước đầu tiên được phát hành cho người dùng Nội bộ trong kênh Canary và Dev vào ngày 8 tháng 2, 2024. Bản cập nhật bắt đầu triển khai cho các máy tính sử dụng Copilot Plus vào ngày 15 tháng 6, 2024. Từ bản dựng 26052, tên phiên bản chuyển từ "23H2" sang "24H2".

## Bản dựng
| Chú giải: | Phiên bản cũ, không còn được duy trì | Phiên bản cũ, vẫn được duy trì | Phiên bản ổn định hiện tại | Phiên bản xem trước mới nhất |

### Bản xem trước

#### Kênh Release Preview
| Bản xem trước của Windows 11, phiên bản 24H2 | Bản xem trước của Windows 11, phiên bản 24H2 | Bản xem trước của Windows 11, phiên bản 24H2 | Bản xem trước của Windows 11, phiên bản 24H2 |
| Phiên bản                                    | Cơ sở tri thức                               | Ngày phát hành                               | Điểm nổi bật |
| -------------------------------------------- | -------------------------------------------- | -------------------------------------------- | --- |
| 10.0.26100.560                               | KB5037783                                    | Kênh Release Preview: 17 tháng 5 năm 2024    | |
| 10.0.26100.712                               | KB5037850                                    | Kênh Release Preview: 22 tháng 5 năm 2024    | Việc triển khai bản dựng này đã bị hoãn lại vào ngày 7 tháng 6 năm 2024 mà không rõ lý do. - Giới thiệu Copilot trên Windows như một ứng dụng độc lập |
| Phiên bản                                    | Cơ sở tri thức                               | Ngày phát hành                               | Điểm nổi bật |
| Ghi chú:                                     |                                              |                                              | |

#### Kênh Dev
| Bản xem trước bản dựng của Windows 11, phiên bản 24H2 trong Kênh Dev – ký hiệu ge_release | Bản xem trước bản dựng của Windows 11, phiên bản 24H2 trong Kênh Dev – ký hiệu ge_release | Bản xem trước bản dựng của Windows 11, phiên bản 24H2 trong Kênh Dev – ký hiệu ge_release | Bản xem trước bản dựng của Windows 11, phiên bản 24H2 trong Kênh Dev – ký hiệu ge_release |
| ----------------------------------------------------------------------------------------- | ----------------------------------------------------------------------------------------- | ----------------------------------------------------------------------------------------- | --- |
| Được chuyển từ phiên bản 22H2 – ký hiệu ni_prerelease                                     |                                                                                           |                                                                                           | |
| Phiên bản                                                                                 | Ngày phát hành                                                                            | Ngày hết hạn                                                                              | Điểm nổi bật |
| 10.0.26052.1100                                                                           | Kênh Dev: 8 tháng 2 năm 2024                                                              | Ngày hết hạn: 15 tháng 9 năm 2024                                                         | - Tính năng mới – Sudo for Windows - Những cải tiến cho ứng dụng Cài đặt - Các mục mới để quản lý máy trợ thính và kiểm soát cài đặt âm thanh, âm thanh xung quanh và cải tiến trải nghiệm - Trang quản lý cài đặt mới: Màu - Tiện ích kiểm tra mic mới - Trang Dung lượng lưu trữ được cập nhật - Menu hành động dành cho Copilot được thêm vào biểu tượng Copilot trên thanh tác vụ - Đã thêm khả năng thay đổi giao diện biểu tượng Copilot và hoạt ảnh sau khi sao chép tệp văn bản hoặc hình ảnh - Tùy chọn tìm kiếm mới trong cây con để tìm kiếm trong Trình chỉnh sửa Registry - Đã thêm khả năng quét mã QR có thông tin chi tiết về Wi-Fi trong ứng dụng Camera để nhanh chóng kết nối với mạng Wi-Fi - Giới thiệu API Power Grid Forecast - Hỗ trợ khóa bảo mật với Bảo mật dựa trên ảo hoá (VBS) bên trong khung phần mềm Cryptography API: Next Generation (CNG) - Ngừng sử dụng Windows Mixed Reality và Microsoft Defender Application Guard (MDAG) đối với Office và Edge |
| 10.0.26058.1100                                                                           | Kênh Dev: 14 tháng 2 năm 2024                                                             | Ngày hết hạn: 15 tháng 9 năm 2024                                                         | - Tính năng trợ năng mới cho con trỏ chuột – Chỉ báo Cảm ứng - Cải tiến đối với bảng Tiện ích - Huy hiệu thông báo mới dành cho Widgets - Cải tiến đối với Copilot trên Windows - Khả năng tích hợp mới - Plugin Power Automate mới |
| 10.0.26058.1300                                                                           | Kênh Dev: 22 tháng 2 năm 2024                                                             | Ngày hết hạn: 15 tháng 9 năm 2024                                                         | |
| 10.0.26058.1400                                                                           | Kênh Dev: 22 tháng 2 năm 2024                                                             | Ngày hết hạn: 15 tháng 9 năm 2024                                                         | Bản cập nhật này chỉ khả dụng đối với thiết bị AMD64 có bật Bảo mật dựa trên ảo hóa (VBS). |
| 10.0.26080.1100                                                                           | Kênh Dev: 13 tháng 3 năm 2024                                                             | Ngày hết hạn: 15 tháng 9 năm 2024                                                         | - Cập nhật cho Microsoft Teams - Đã thêm khả năng tách Copilot trong Windows thành một cửa sổ ứng dụng bình thường |
| 10.0.26080.1201                                                                           | Kênh Dev: 15 tháng 3 năm 2024                                                             | Ngày hết hạn: 15 tháng 9 năm 2024                                                         | |
| 10.0.26080.1300                                                                           | Kênh Dev: 18 tháng 3 năm 2024                                                             | Ngày hết hạn: 15 tháng 9 năm 2024                                                         | |
| 10.0.26080.1400                                                                           | Kênh Dev: 18 tháng 3 năm 2024                                                             | Ngày hết hạn: 15 tháng 9 năm 2024                                                         | Bản cập nhật này chỉ khả dụng đối với thiết bị AMD64 có bật Bảo mật dựa trên ảo hóa (VBS). |
| 10.0.26085.1                                                                              | Kênh Dev: 20 tháng 3 năm 2024                                                             | Ngày hết hạn: 15 tháng 9 năm 2024                                                         | - Đã vô hiệu hóa tính năng trợ năng chỉ báo con trỏ chuột (được giới thiệu trong bản dựng 26058) để bảo trì - Thay đổi giao thức SMB - Đã thêm khả năng vô hiệu hóa SMB thông qua máy khách QUIC với Group Policy và PowerShell - Tính năng kiểm tra kết nối máy khách SMB mới thông qua QUIC - Tính năng kiểm tra mã hóa và chữ ký SMB mới |
| 10.0.26090.1                                                                              | Kênh Dev: 28 tháng 3 năm 2024                                                             | —                                                                                         | |
| 10.0.26090.112                                                                            | Kênh Dev: 29 tháng 3 năm 2024                                                             | —                                                                                         | |
| 10.0.26100.1                                                                              | Kênh Dev: 3 tháng 4 năm 2024                                                              | —                                                                                         | |
| 10.0.26100.268                                                                            | Kênh Dev: 26 tháng 4 năm 2024                                                             | —                                                                                         | |
| Phiên bản                                                                                 | Ngày phát hành                                                                            | Ngày hết hạn                                                                              | Điểm nổi bật |
| Ghi chú: 1.                                                                               |                                                                                           |                                                                                           | |

| Bản xem trước Bản cập nhật thành phần trong tương lai trên Kênh Dev – ký hiệu ge_release | Bản xem trước Bản cập nhật thành phần trong tương lai trên Kênh Dev – ký hiệu ge_release | Bản xem trước Bản cập nhật thành phần trong tương lai trên Kênh Dev – ký hiệu ge_release | Bản xem trước Bản cập nhật thành phần trong tương lai trên Kênh Dev – ký hiệu ge_release |
| Phiên bản                                                                                | Cơ sở tri thức                                                                           | Ngày phát hành                                                                           | Điểm nổi bật |
| ---------------------------------------------------------------------------------------- | ---------------------------------------------------------------------------------------- | ---------------------------------------------------------------------------------------- | --- |
| 10.0.26120.461                                                                           | KB5037009                                                                                | Kênh Dev: 3 tháng 5 năm 2024                                                             | |
| 10.0.26120.470                                                                           | KB5037864                                                                                | Kênh Dev: 10 tháng 5 năm 2024                                                            | - Thẻ đề xuất mới dành cho Xbox Game Pass trên trang chủ ứng dụng Cài đặt |
| 10.0.26120.670                                                                           | KB5037869                                                                                | Kênh Dev: 17 tháng 5 năm 2024                                                            | |
| 10.0.26120.751                                                                           | KB5037874                                                                                | Kênh Dev: 31 tháng 5 năm 2024                                                            | - Giới thiệu Copilot trong Windows như một ứng dụng độc lập - Trang Thiết bị được liên kết mới trong ứng dụng Cài đặt |
| 10.0.26120.770                                                                           | KB5039314                                                                                | Kênh Dev: 7 tháng 6 năm 2024                                                             | |
| 10.0.26120.961                                                                           | KB5038575                                                                                | Kênh Dev: 14 tháng 6 năm 2024                                                            | - Trải nghiệm quản lý tài khoản mới trong menu Bắt đầu - Hỗ trợ đối với Emoji 15.1 - Đã thêm khả năng sao lưu và khôi phục cài đặt âm thanh thông qua Windows Backup - Thiết kế lại hộp thoại "Đổi tên PC của bạn" và "Điều chỉnh ngày giờ" - Cải tiến đối với Trình quản lý tác vụ - Cải tiến cửa sổ chia sẻ của Windows - Thêm nút mới để tạo mã QR chia sẻ URL - Khả năng mới cho phép người dùng gửi email đến chính tài khoản Gmail của mình - Cải tiến đối với quyền truy cập bằng giọng nói - Khả năng mới cho phép ra lệnh cho Trình tường thuật - Cơ chế tự động khởi động lại mới - Lệnh mới để tìm kiếm trực tiếp thông qua mục tìm kiếm trên Windows |
| 10.0.26120.1252                                                                          | KB5038603                                                                                | Kênh Dev: 15 tháng 7 năm 2024                                                            | - Tái kích hoạt lại các tính năng mới được thiết lập trong bản dựng 26120.961 - Đã bổ sung khả năng hiển thị trạng thái nhanh (như thể thao, giao thông và tài chính) trên màn hình khóa - Chức năng kéo và thả mới giữa các đường dẫn trong thanh địa chỉ của File Explorer - Cải tiến nút Tiện ích trên thanh tác vụ |
| 10.0.26120.1330                                                                          | KB5040543                                                                                | Kênh Dev: 26 tháng 7 năm 2024                                                            | - Đã thêm khả năng nhân đôi một tab trong File Explorer - Cải thiện hiệu suất cho chế độ quét của Trình tường thuật - Đã thêm khả năng thiết lập chế độ nguồn của thiết bị khi cắm điện và khi dùng pin thông qua ứng dụng Cài đặt |
| 10.0.26120.1340                                                                          | KB5040557                                                                                | Kênh Dev: 5 tháng 8 năm 2024                                                             | - Cải thiện trải nghiệm về chính tả và sửa lỗi trong tính năng truy cập bằng giọng nói |
| 10.0.26120.1350                                                                          | KB5041871                                                                                | Kênh Dev: 9 tháng 8 năm 2024                                                             | - Tùy chọn mới để chia sẻ nội dung với ứng dụng Điện thoại của tôi trong cửa sổ chia sẻ Windows |
| 10.0.26120.1542                                                                          | KB5041872                                                                                | Kênh Dev: 19 tháng 8 năm 2024                                                            | - New position for the Widgets entry point on left-aligned taskbars - Improvements to the Widgets dashboard - Added support of first letter navigation on the taskbar |
| 10.0.26120.1843                                                                          | KB5043185                                                                                | Kênh Dev: 20 tháng 9 năm 2024                                                            | - New tabs for Recent, Favorites, and Shared on File Explorer's homepage - Introduction of Windows Sandbox Client Preview - Updated position of media controls on the lock screen - New simplified variant of system tray with shortened date/time change - Updates to the new account manager on the Start menu - New option to turn off the suggestions to disable notifications from certain apps - New option to share a local file in the search results from the search box on the taskbar - Update to the Wi-Fi password dialog - Improvements to the Settings app - New section for touch screen edge gestures - New detach VHD button in properties of attached VHD - New change that redirects links for the Fonts Control Panel panel to the Fonts page - Redesigned Delivery Optimization page |
| 10.0.26120.1912                                                                          | KB5043168                                                                                | Kênh Dev: 30 tháng 9 năm 2024                                                            | - Enhanced Windows Mobile Hotspot to support 6 GHz connections |
| 10.0.26120.1930                                                                          | KB5044388                                                                                | Kênh Dev: 4 tháng 10 năm 2024                                                            | - New SimSun-ExtG font with 9,753 ideographs supporting CJK Unified Ideographs Extensions G, H and I - Added the ability to configure the Copilot key via the Settings app |
| 10.0.26120.2122                                                                          | KB5044374                                                                                | Kênh Dev: 11 tháng 10 năm 2024                                                           | - Cải tiến đối với bản xem trước trên thanh tác vụ - Cải tiến đối với Trình quản lý tác vụ |
| Phiên bản                                                                                | Cơ sở tri thức                                                                           | Ngày phát hành                                                                           | Điểm nổi bật |
| Ghi chú: 1. 2. 3.                                                                        |                                                                                          |                                                                                          | |

#### Kênh Canary
| Bản xem trước bản dựng của Windows 11, phiên bản 24H2 trong Kênh Canary – ký hiệu ge_release | Bản xem trước bản dựng của Windows 11, phiên bản 24H2 trong Kênh Canary – ký hiệu ge_release | Bản xem trước bản dựng của Windows 11, phiên bản 24H2 trong Kênh Canary – ký hiệu ge_release | Bản xem trước bản dựng của Windows 11, phiên bản 24H2 trong Kênh Canary – ký hiệu ge_release |
| -------------------------------------------------------------------------------------------- | -------------------------------------------------------------------------------------------- | -------------------------------------------------------------------------------------------- | --- |
| Được chuyển từ phiên 23H2 – ký hiệu zn_release                                               |                                                                                              |                                                                                              | |
| Phiên bản                                                                                    | Ngày phát hành                                                                               | Ngày hết hạn                                                                                 | Điểm nổi bật |
| 10.0.26052.1000                                                                              | Kênh Canary: 8 tháng 2 năm 2024                                                              | Ngày hết hạn: 15 tháng 9 năm 2024                                                            | - Tính năng mới – Sudo for Windows - Những cải tiến cho ứng dụng Cài đặt - Các mục mới để quản lý máy trợ thính và kiểm soát cài đặt âm thanh, âm thanh xung quanh và cải tiến trải nghiệm - Trang quản lý cài đặt mới: Màu - Tiện ích kiểm tra mic mới - Trang Dung lượng lưu trữ được cập nhật - Menu hành động dành cho Copilot được thêm vào biểu tượng Copilot trên thanh tác vụ - Đã thêm khả năng thay đổi giao diện biểu tượng Copilot và hoạt ảnh sau khi sao chép tệp văn bản hoặc hình ảnh - Tùy chọn tìm kiếm mới trong cây con để tìm kiếm trong Trình chỉnh sửa Registry - Đã thêm khả năng quét mã QR có thông tin chi tiết về Wi-Fi trong ứng dụng Camera để nhanh chóng kết nối với mạng Wi-Fi - Giới thiệu API Power Grid Forecast - Hỗ trợ khóa bảo mật với Bảo mật dựa trên ảo hoá (VBS) bên trong khung phần mềm Cryptography API: Next Generation (CNG) - Ngừng sử dụng Windows Mixed Reality và Microsoft Defender Application Guard (MDAG) đối với Office và Edge |
| 10.0.26058.1000                                                                              | Kênh Canary: 14 tháng 2 năm 2024                                                             | Ngày hết hạn: 15 tháng 9 năm 2024                                                            | - Tính năng trợ năng mới cho con trỏ chuột – Chỉ báo Cảm ứng - Cải tiến đối với bảng Tiện ích - Huy hiệu thông báo mới dành cho Widgets - Trải nghiệm với mục dự báo thời tiết phong phú hơn trên màn hình khóa - Cải tiến đối với Copilot trên Windows - Khả năng tích hợp mới - Plugin Power Automate mới |
| 10.0.26063.1                                                                                 | Kênh Canary: 22 tháng 2 năm 2024                                                             | Ngày hết hạn: 15 tháng 9 năm 2024                                                            | - Hỗ trợ chuẩn kết nối IEEE 802.11be (Wi-Fi 7) - Đã vô hiệu hóa Copilot in Windows (được giới thiệu trong bản dựng 26052) và những cải tiến bảng Widgets (được giới thiệu trong bản dựng 26058) để bảo trì |
| 10.0.26080.1                                                                                 | Kênh Canary: 13 tháng 3 năm 2024                                                             | Ngày hết hạn: 15 tháng 9 năm 2024                                                            | - Cập nhật cho Microsoft Teams - Đã thêm khả năng tách Copilot trong Windows thành một cửa sổ ứng dụng bình thường |
| 10.0.26085.1                                                                                 | Kênh Canary: 20 tháng 3 năm 2024                                                             | Ngày hết hạn: 15 tháng 9 năm 2024                                                            | - Đã vô hiệu hóa tính năng trợ năng chỉ báo con trỏ chuột (được giới thiệu trong bản dựng 26058) để bảo trì - Đã vô hiệu hóa trang Tối ưu hóa Phân phối được thiết kế lại trong ứng dụng Cài đặt (được giới thiệu trong bản dựng 25987) để bảo trì - Thay đổi giao thức SMB - Đã thêm khả năng vô hiệu hóa SMB thông qua máy khách QUIC với Group Policy và PowerShell - Tính năng kiểm tra kết nối máy khách SMB mới thông qua QUIC - Tính năng kiểm tra mã hóa và chữ ký SMB mới |
| 10.0.26090.1                                                                                 | Kênh Canary: 28 tháng 3 năm 2024                                                             | —                                                                                            | |
| 10.0.26100.1                                                                                 | Kênh Canary: 3 tháng 4 năm 2024                                                              | —                                                                                            | |
| Phiên bản                                                                                    | Ngày phát hành                                                                               | Ngày hết hạn                                                                                 | Điểm nổi bật |
| Ghi chú: 1.                                                                                  |                                                                                              |                                                                                              | |